# Eburia nigrovittata
Eburia nigrovittata là một loài bọ cánh cứng trong họ Cerambycidae.